# Francis Gwyn
Francis Gwyn (1648 - 14 juin 1734), de Llansannor Court, est un homme politique conservateur gallois, député à la Chambre des communes à plusieurs reprises entre 1673 et 1727. 

## Biographie
Il est le fils et l'héritier d'Edward Gwyn of Llansannor, Glamorganshire, qui a épousé Eleanor, la plus jeune fille de Francis Popham, de Littlecote House, Wiltshire. Il naît à Combe Florey, dans le Somerset vers 1648. Il s'inscrit à Christ Church, Oxford, le 1er juin 1666, à 17 ans, et est admis à Middle Temple en 1667 . 

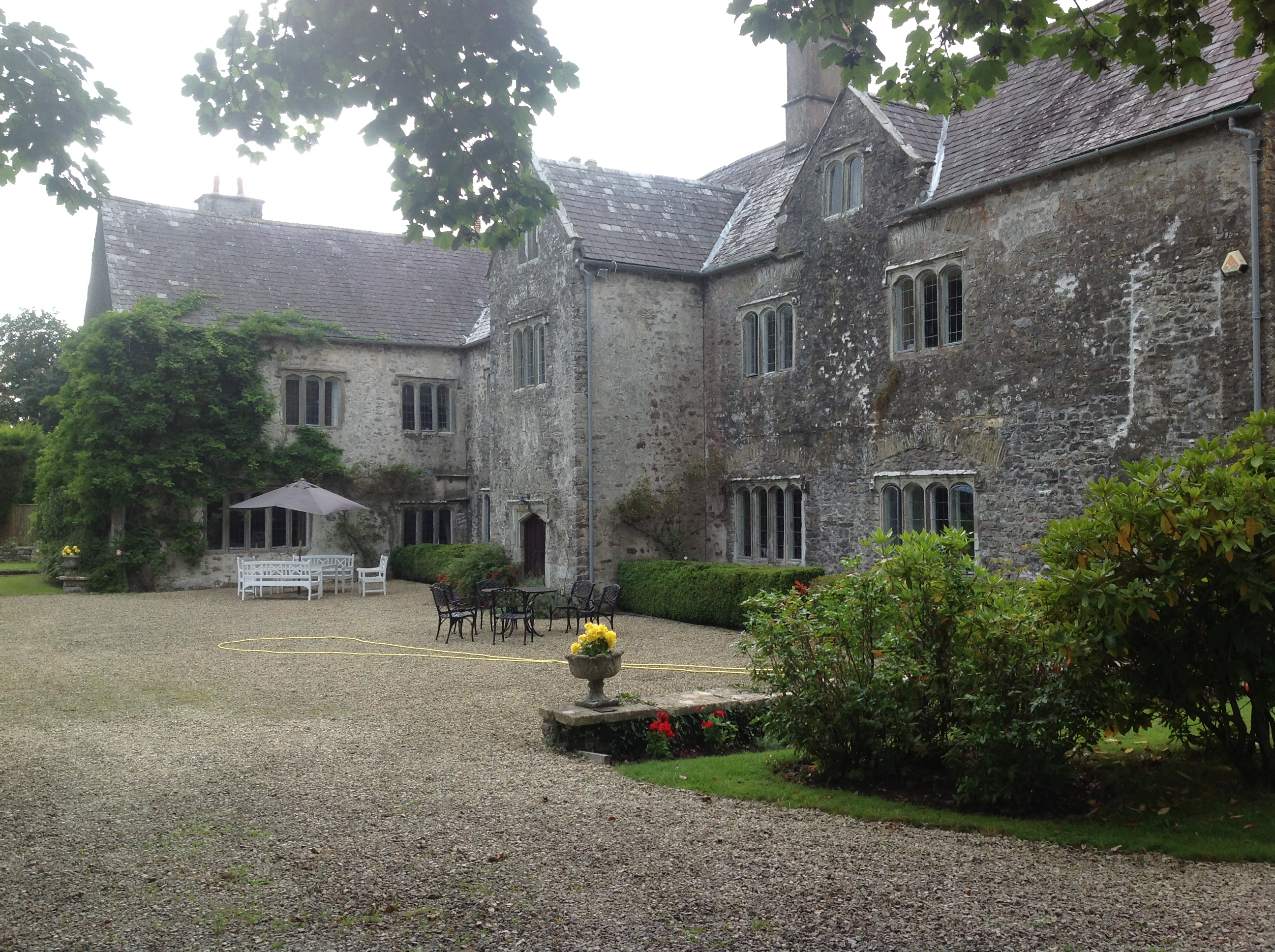
Llansannor Court

## Député
Il est élu député de Chippenham aux élections générales de 1673; son élection ayant été annulée le 6 février, il est réélu lors d'une élection partielle le 11 février 1673. Il est battu à Chippenham aux élections générales de 1679 et n'intègre pas la Chambre des communes, perdant ses fonctions officielles. Aux élections générales de 1685, il est réélu sans opposition en tant que député de Cardiff. Il est réélu sans opposition en tant que député de Christchurch sur la recommandation de Lord Clarendon en 1689 et siége au Parlement de la Convention de 1689 à 1690 et de 1690 à 1695. 
Aux élections générales de 1695, il est réélu sans opposition en tant que député de Callington, puis réélu sans opposition en tant que député de Totnes lors d'une élection partielle le 11 janvier 1699 et lors de la première élection générale de 1701. Il a ensuite été réélu sans opposition pour Christchurch lors de la deuxième élection générale de 1701, en 1702, 1705 et en 1708. Aux élections générales de 1710, il est élu député de Totnes et réélu sans opposition en 1713. 
Francis Gwyn appartient au parti conservateur et perd son siège aux élections générales de 1715 après l'accession de George Ier. Il est réélu sans opposition en tant que député de Christchurch lors d'une élection partielle le 9 mars 1717. Lors des élections générales de 1722, il est réélu sans opposition pour Christchurch et élu dans un scrutin à Wells ; il choisit de siéger pour Wells. Lors de la dissolution de 1727, il se retire de la vie parlementaire. 
En échange de la somme de 2 500 livres, Robert Southwell libère le poste de greffier du conseil pour Gwyn. Celui-ci prête serment le 5 décembre 1679 et occupe ce poste jusqu’en janvier 1685. Jusqu'au décès de Charles II, il est valet de la chambre du Roi, et nommé à deux reprises sous-secrétaire d'Etat, de février 1681 à janvier 1683, sous son cousin, Edward, comte de Conway et de Noël 1688 à la Saint-Michel 1689. 
Lorsque Lord Rochester est Lord trésorier sous Jacques II, Gwyn est secrétaire adjoint du Trésor avec Henry Guy ; lorsque Rochester est nommé Lord lieutenant d'Irlande en 1701, Gwyn est son secrétaire en chef et devient conseiller privé. Il a été commissaire aux comptes publics. De juin 1711 à août 1713, il est commissaire de la chambre de commerce. Il a été ensuite secrétaire à la guerre jusqu'au 24 septembre 1714, date à laquelle il reçoit une lettre de révocation de Lord Townshend. Il a été enregistreur de Totnes et intendant de Brecknock.

## Famille

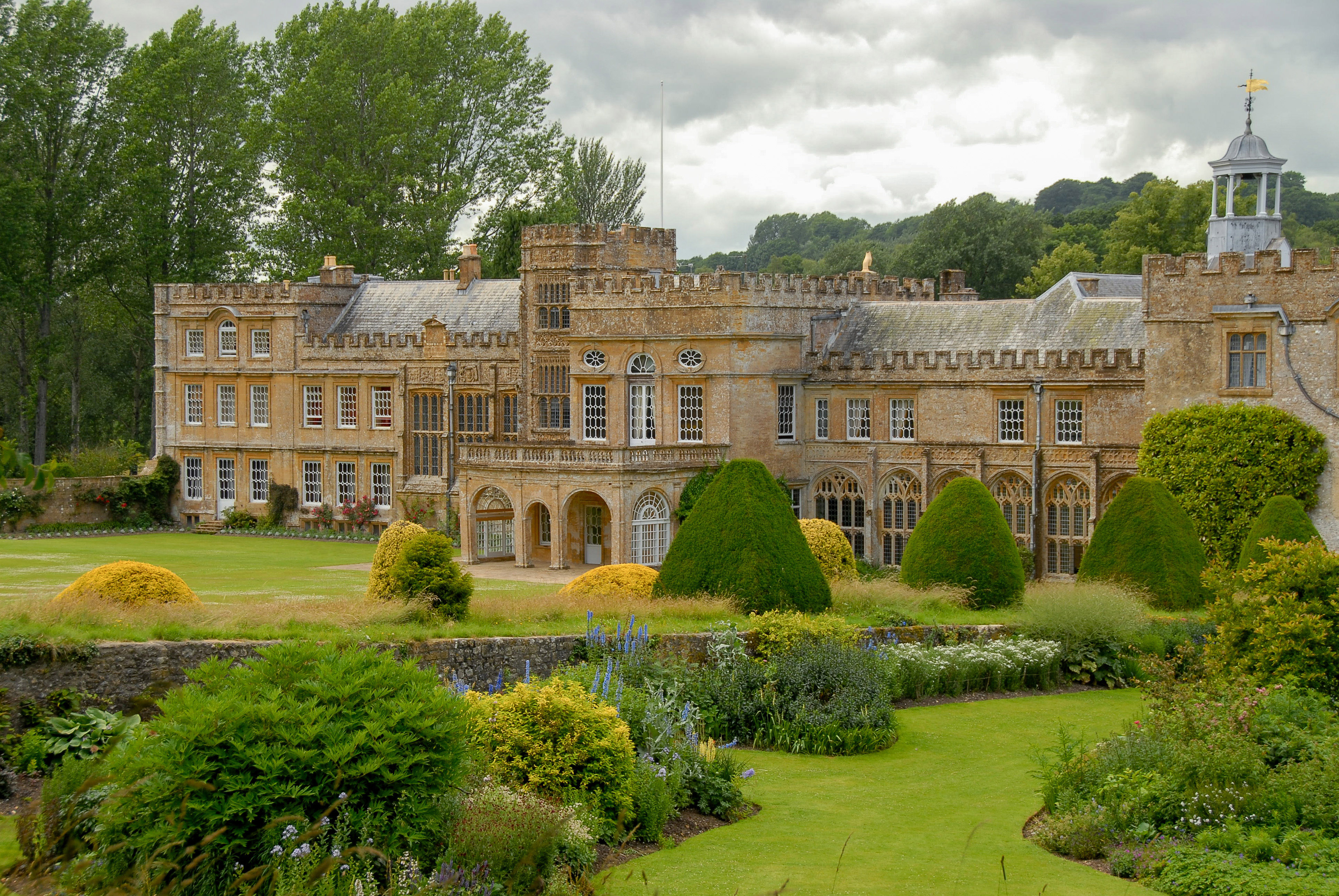
Abbaye de Forde, à Thorncombe, dans le Dorset

En 1690, il épouse sa cousine Margaret Prideaux, troisième fille d'Edmund Prideaux et de son épouse Amy Fraunceis, héritière de John Fraunceis de Combe Florey et petite-fille d'Edmund Prideaux, procureur général de Cornouailles. Ils ont quatre fils et trois filles, en plus des autres qui sont morts jeunes. Ses fils Edmund et William, qui sont également membres du Parlement, lui succèdent. 
Par son mariage, Gwyn devient propriétaire des biens de cette branche de la famille Prideaux, dont de l'abbaye de Forde. Cette propriété sort de la famille à la mort de J. F. Gwyn en 1846, au moment de la vente du contenu de l'abbaye. 
Gwyn décède à l'Abbaye de Forde le 2 juin 1734, à l'âge de 86 ans. Il est enterré dans la chapelle.